# هدهانترز
هدهانترز (به هلندی: Headhunterz) نام یک گروه موسیقی الکترونیک هلندی است که از سال ۲۰۰۵ و در سبک‌های هارداستایل و داب‌استایل فعالیت می‌کند.
در سال ۲۰۱۰، هدهانترز در جایگاه ۳۶ فهرست سالانهٔ صد دی‌جی برتر مجلهٔ دی‌جی قرار گرفت. این نخستین‌باری بود که یک دی‌جی سبک هارداستایل در میان صد دی‌جی برتر فهرست دی‌جی‌مگ قرار می‌گرفت. به همراه هدهانترز، هنرمندان هارداستایل دیگری همچون D-Block & S-te-Fan (جایگاه ۷۳ام)، نویزکنترلرز (جایگاه ۹۰ام)، و شوتک (جایگاه ۹۱ام) نیز برای نخستین بار وارد جمع ۱۰۰ دی‌جی برتر جهان شدند. به این ترتیب هدهانترز بهترین دی‌جی هارداستایل جهان در سال ۲۰۱۰ لقب گرفت.
در سال ۲۰۱۱، او موفّق شد در جایگاه ۱۷ این فهرست قرار گیرد. به این ترتیب دگربار به عنوان بهترین دی‌جی هارداستایل جهان برگزیده شد.
در سال ۲۰۱۲، هدهانترز توانست بازهم جایگاه خود را در جمع ۱۰۰ دی‌جی برتر جهان ارتقا دهد و این بار ردهٔ ۱۱ام جهان را از آن خود کند.
او در ترویج سبک هارداستایل نقش زیادی داشت و از کارهای او میتوان به مجموعه پادکست ماهانه Hard With Style نام برد